# Anton von Aubleux
Freiherr Anton von Aubleux, auch Albert Anton d‘Aubleux-Delbar (* 1722 in Mons; † 20. Februar 1800 in Wien) war ein österreichischer Offizier.

## Leben
Anton von Aubleux trat 1737, im Alter von 15 Jahren, in das Infanterieregiment d’Arberg Nr. 55 ein und war 1743 an den Kämpfen der Schlacht bei Dettingen im Österreichischen Erbfolgekrieg sowie 1745 bei der Belagerung von Nieuwpoort beteiligt.
Während des Siebenjährigen Kriegs war er Grenadierhauptmann und bildete 1762 mit seiner Kompanie einen Teil der Besatzung der belagerten Festung Schweidnitz (siehe Świdnica); für seine Beteiligung am 8./9. Oktober 1762 bei der Einnahme des Jauernikerforts bei Schweidnitz, in dessen Folge die Festung eingenommen werden konnte, erhielt er am 21. oder 24. Oktober 1762 das Ritterkreuz des Militär-Maria-Theresien-Ordens.
Er ging 1786 als Major in Pension und starb als Oberstleutnant.